# جو تيكس
جو تيكس (بالإنجليزية: Joe Tex)‏ هو مغن مؤلف ومغني أمريكي، ولد في 8 أغسطس 1935 في باي تاون في الولايات المتحدة، وتوفي في 13 أغسطس 1982 في نافاسوتا في الولايات المتحدة بسبب نوبة قلبية.

## وصلات خارجية
- جو تيكس على موقع IMDb (الإنجليزية)
- جو تيكس على موقع ميوزك برينز (الإنجليزية)
- جو تيكس على موقع قاعدة بيانات برودواي على الإنترنت (الإنجليزية)
- جو تيكس على موقع قاعدة بيانات برودواي على الإنترنت (الإنجليزية)
- جو تيكس على موقع أول ميوزيك (الإنجليزية)
- جو تيكس على موقع ديسكوغز (الإنجليزية)
- جو تيكس على موقع قاعدة بيانات الفيلم (الإنجليزية)